# Encefalopatia Wernickego
Encefalopatia Wernickego (encefalopatia alkoholowa) – ostry zespół objawów neurologicznych występujący u alkoholików, spowodowany m.in. niedoborem witaminy B1. 
Opisany został po raz pierwszy w 1881 roku przez Carla Wernickego. Rzadkim wariantem encefalopatii Wernickego jest encefalopatia alkoholowa Morela.

## Objawy
Do charakterystycznych objawów należą:
- oczopląs,
- porażenie nerwów okoruchowych,
- ataksja,
- zaburzenia świadomości.

Inne możliwe objawy:
- konfabulacje,
- senność,
- majaczenie,
- bezsenność z lękiem,
- strach przed ciemnością.

## Patogeneza
Przyczyną zespołu jest dieta uboga w tiaminę i przewlekły alkoholizm. Stwierdza się symetryczne uszkodzenie ciał suteczkowatych, wzgórza i istoty szarej okołowodociągowej.

## Leczenie
Leczenie polega na suplementacji witaminy B1, niekiedy konieczne jest też podawanie magnezu (wspomagające wchłanianie tiaminy).

## Rokowanie
Podczas leczenia większość objawów ustępuje, z wyjątkiem ataksji, oczopląsu i niekiedy neuropatii obwodowej. Zespół objawów może ustąpić w ciągu kilku dni lub tygodni albo przejść w zespół Korsakowa.